# Maracanthus badilloi
Maracanthus badilloi är en tvåhjärtbladig växtart som först beskrevs av Enrico Ferrari, och fick sitt nu gällande namn av J. Kuijt. Maracanthus badilloi ingår i släktet Maracanthus och familjen Loranthaceae. Inga underarter finns listade i Catalogue of Life.